# David Chipperfield

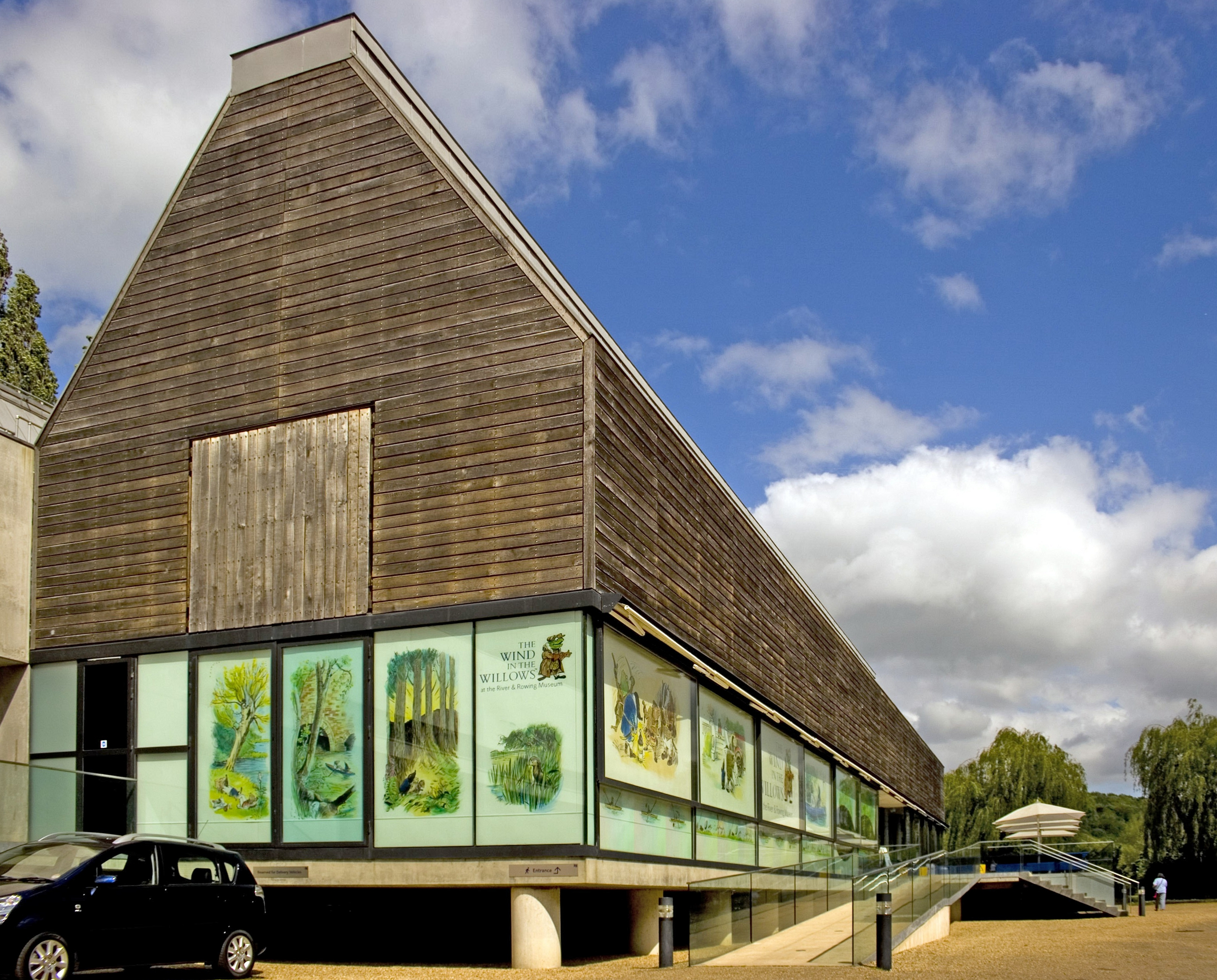
River and Rowing Museum i Henley-on-Thames.

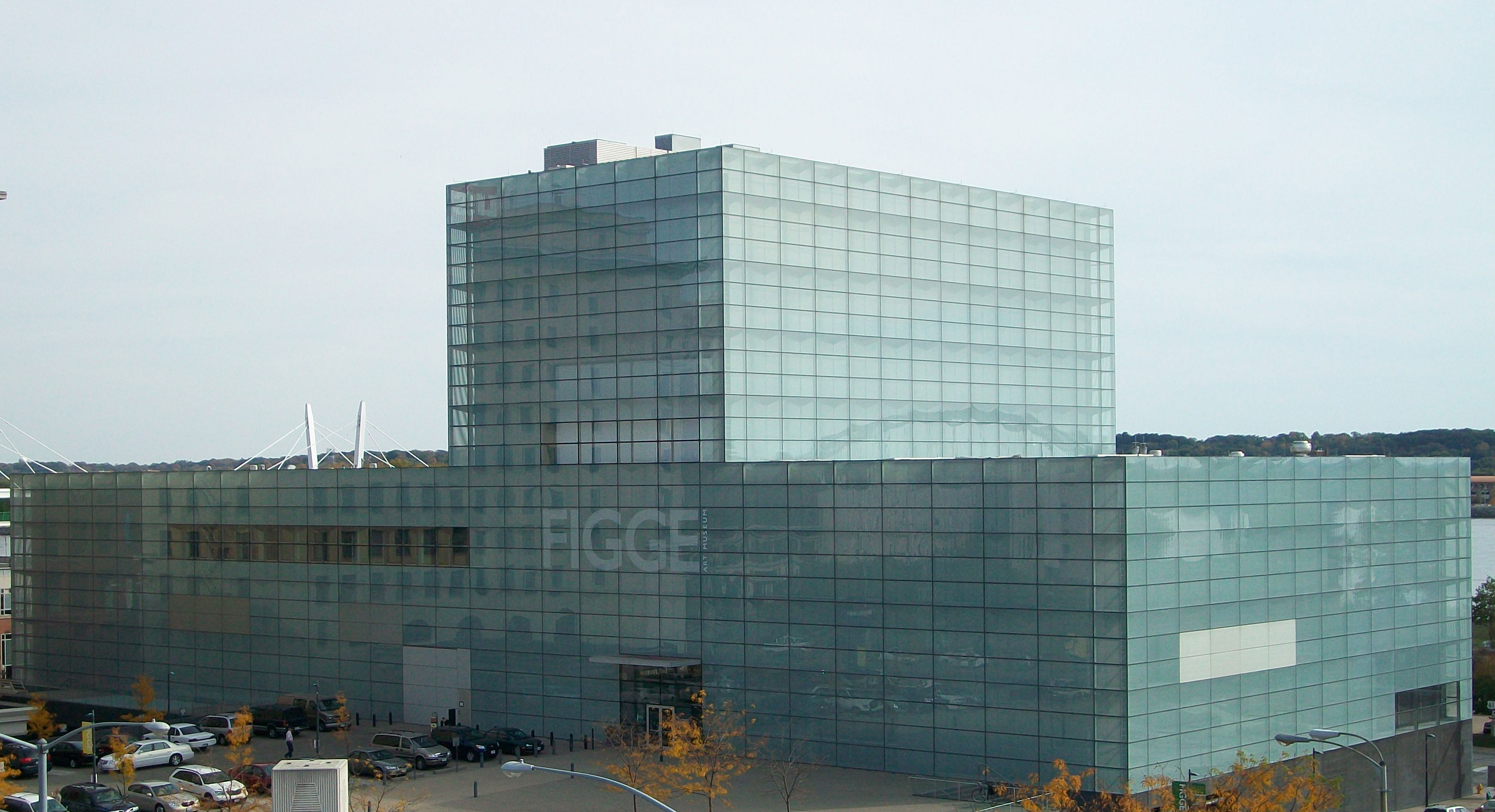
Figge Art Museum i Davenport, Iowa.

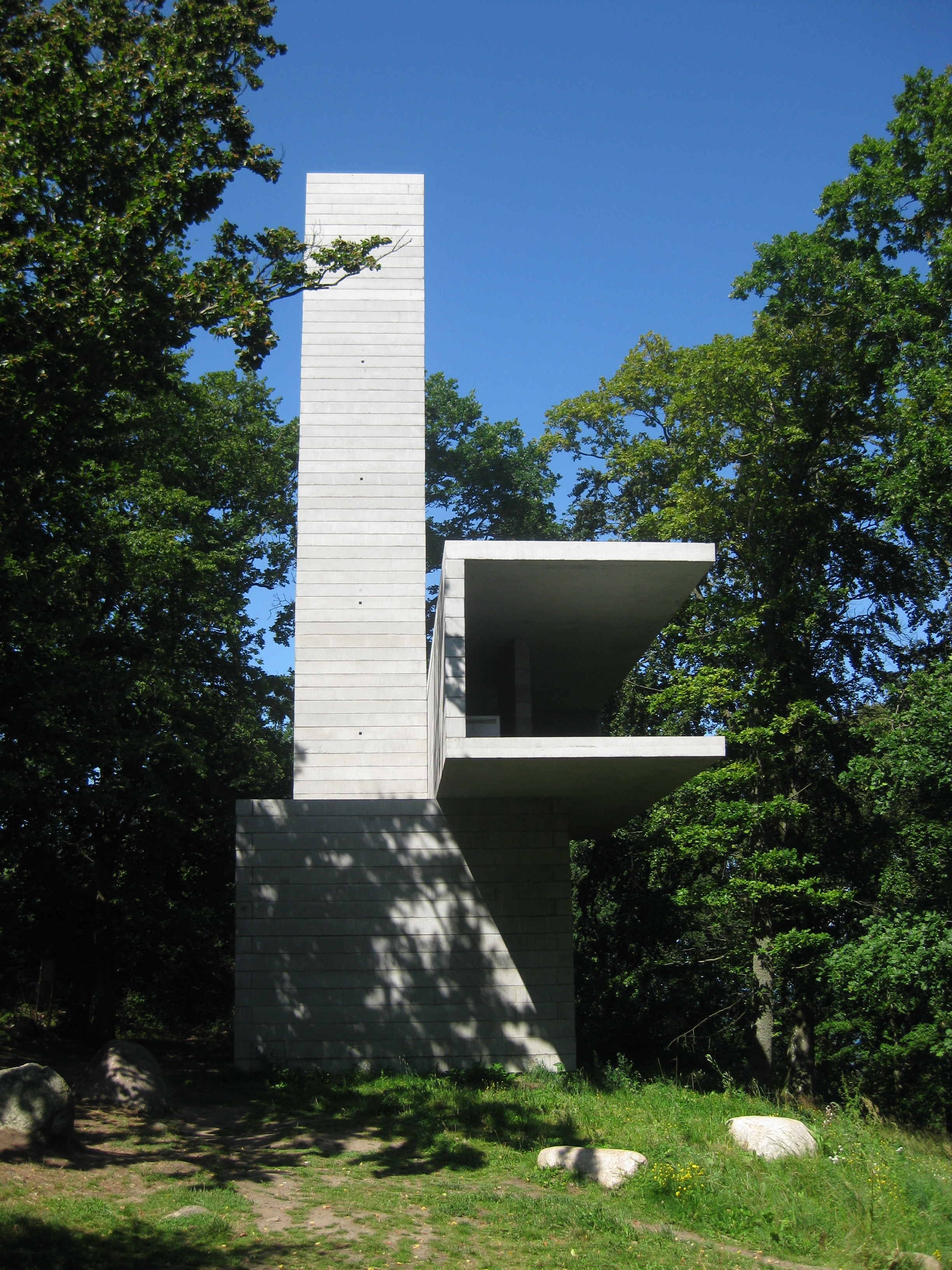
Paviljong på Kivik Art Centre.

David Alan Chipperfield, född 18 december 1953 i London, är en brittisk arkitekt.
David Chipperfield studerade arkitektur på  Kingston Polytechnic med examen 1976 och på  Architectural Association i London. Han arbetade därefter för Douglas Stephen, Richard Rogers samt Norman Foster och etablerade 1984 ett eget arkitektkontor. 
Han gjorde sig först ett namn i Japan under 1980-talet.  I Storbritannien ritade han River and Rowing Museum i Henley-on-Thames. Han ansvarade för återuppbyggnaden av Neues Museum i Berlin, som återöppnade december 2009. 
Chipperfield har undervisat i arkitektur i Europa och i USA, bland annat som professor vid  Staatliche Akademie der Bildenden Künste i Stuttgart 1995-2001. Han fick Stirlingpriset 2007 för Literaturmuseum der Moderne i Marbach am Neckar i Tyskland, Wolfpriset i konst 2010 och Royal Institute of British Architects guldmedalj 2011.
David Chipperfield utsågs i april 2014 till vinnare i Nobelstiftelsens arkitekttävling om den omtvistade utformningen av det nya Nobelcenter på Blasieholmen i centrala Stockholm.

## Verk i urval
- River and Rowing Museum, Henley-on-Thames, Oxfordshire, Storbritannien, 1989–97
- Figge Art Museum, Davenport, Iowa, USA, 1999–2005
- Museum of Modern Literature, Marbach am Neckar, Tyskland, 2002–06
- America's Cup Building, Valencia, Spanien, 2005–06
- Liangzhu Culture Museum, Hangzhou, Zhejiang province, Kina, 2007
- Paviljong på Kivik Art Centre (tillsammans med Antony Gormley), 2008[12]
- Turner Contemporary, Margate, Kent, Storbritannien, 2011
- The Hepworth Wakefield, Wakefield, West Yorkshire, Storbritannien, 2011
- Folkwang Museum,  Essen i Tyskland
- Centralbiblioteket i Des Moines, Iowa, 2005.